# Sinospelaeobdella wulingensis
Sinospelaeobdella wulingensis — вид безхоботних п'явок родини Haemadipsidae. Описаний у 2019 році. 

## Поширення
Вид мешкає у печерах в горах Уліншань на південному сході Китаю.

## Спосіб життя
Sinospelaeobdella wulingensis мешкає на стелі вологих карстових печер. Там є стабільне мікросередовище із середньою температурою 17 °C та відносною вологістю 91%. І дорослі особини, і личинки живляться кров'ю кількох видів кажанів, включаючи Rhinolophus sinicus, Rhinolophus pearsonii, Rhinolophus pusillus, Rhinolophus macrotis та Hipposideros armiger.